# Pico Ismail Samani
O Pico Ismail Samani é uma montanha localizada no Tajiquistão, erguendo-se a uma altitude de 7 495 metros, 3 402 m de proeminência topográfica e 278,68 km de isolamento topográfico. É a montanha mais alta do Pamir, dentro da Cordilheira do Himalaia, e também o ponto mais alto do Tajiquistão.

## História
No final da década de 1880, uma expedição russa, liderada por V.F. Oshanin, realizou pesquisas nomeadas em várias regiões da área. Ele anotou em seu diário: "Acredito que o pico oriental tenha uma altura de até 25 000 pés (7 600 metros)". Os Pamirs centrais continuariam a ser visitados pelas expedições de Kosineko, Korzhenevsky, Lipsky, Novitsky, Musketov e outros, mas não conseguiram chegar à Cordilheira da Academia de Ciências.
Em 1913, a parte central dos Pamirs foi explorada por uma expedição liderada pelo explorador de montanhas e alpinista alemão Willi Rickmer Rickmers. A expedição penetrou no curso superior do rio Obikhingou, onde viu um pico de 6650 m. Recebeu o nome de Pico Garmo, de acordo com o nome dado pelos tadjiques de Pashimgar. Expedições subsequentes à área da Cordilheira da Academia de Ciências ocorreram nos tempos soviéticos.
Em 1928, começou a operar a expedição Tadjique-Pamir de longo prazo da Academia de Ciências da URSS, que começou com a expedição soviético-alemã com a participação de Willy Rickmers. Como resultado do levantamento topográfico, verificou-se que um dos picos visíveis a oeste das geleiras Fedchenko atinge uma altura de 7495 m. Tendo comparado os resultados da pesquisa com um mapa esquemático compilado por Korzhenevsky em 1925, e com outros dados, os membros da expedição da Academia de Ciências decidiram que este pico é o Pico Garmo, que foi mapeado pela expedição alemã de 1913. No entanto, isso levou ao "mistério do Garmo", pois havia uma discrepância entre as alturas: 6650 m e 7495 m. Isso foi resolvido apenas durante as expedições de 1931 e 1932, quando dois destacamentos de alpinistas e topógrafos (liderados por Gorbunov e Krylenko) penetraram na área pelo leste e pelo oeste. O pico de 6 650 m foi determinado como o verdadeiro Garmo, e o pico sem nome de 7495 m foi conclusivamente descoberto e mapeado, e recebeu o nome de Stalin Peak em homenagem ao próximo 55º aniversário de Stalin.
A primeira subida (ao então Pico Stalin) foi feita em 3 de setembro de 1933 pelo montanhista soviético Yevgeniy Abalakov, durante a expedição Tadjique-Pamir de 1933.
A primeira mulher a subir ao pico foi Lyudmila Agranovskaya em 1969.
 

A primeira subida de inverno foi feita em fevereiro de 1986 por 24 alpinistas (7 do Uzbequistão e 17 do resto da URSS).